# Amin Erbati
Elamine Erbate (1 de julho de 1981) é um futebolista profissional marroquino que atua como defensor.

## Carreira
Elamine Erbate representou a Seleção Marroquina de Futebol nas Olimpíadas de 2004.